# Erast Fandorin
Erast Petrovič Fandorin (rus. Эраст Петрович Фандорин) (1856 Moskva – 1919/20 Krym) je hlavní hrdina série detektivních knih současného ruského spisovatele Borise Akunina (* 1956). Fandorin se zatím stal hrdinou 12 knih a jedné divadelní hry. Akunin každou knihu věnoval jinému detektivnímu žánru. Lze se tak setkat např. s konspiračním detektivním románem, špionským románem, románem o zabijákovi z Kavkazu, politickým románem apod.
Fandorinova kariéra začíná ve funkci písaře u moskevské kriminální policie, v dalších knihách poté Fandorin vystupuje jako srbský dobrovolník ve válce s Tureckem v roce 1878, diplomat v Japonsku, vyšetřovatel zvláště závažných případů v Moskvě, soukromý detektiv nebo inženýr.
Fandorin je ztělesněním renesančního člověka. Dokonale ovládá dedukční schopnosti, zná několik světových jazyků, orientuje se v současné vědě, zároveň si udržuje skvělou fyzickou kondici.
Knihy s E. P. Fandorinem jsou v Rusku nesmírně populární. Poslední kniha, Ves mir teatr, byla vydána v prvotním nákladu 500 tisíc kusů. Tři novely byly zfilmovány.

## Fandorinův život
Erast Petrovič Fandorin se narodil do zámožné rodiny roku 1856, jeho matka však při porodu zemřela. V roce 1876 nastoupil na místo úředníka u moskevské kriminální policie. Díky svému entuziasmu se ujal vyšetřování zdánlivě banální sebevraždy mladého studenta, nakonec však odhalil celosvětovou konspirační síť zvanou Azazel. Během vyšetřování se seznámil s mladou šlechtičkou Elizavetou von Evert-Kolokolcevovou, s kterou se po vyřešení případu Azazel oženil. Zhrzená šéfka sítě Azazel však Fandorinovi poslala bombu zabalenou ve svatebním daru. Shodou okolností však bomba nezabila Fandorina, ale jeho vyvolenou. Zničený Fandorin vstoupil roku 1877 ze žalu jako dobrovolník do srbské armády. V této době válčilo Srbsko z Tureckem. Fandorin brzy upadl do zajetí a žil u vidinského paši. Nakonec v kostkách vyhrál svoji svobodu (Fandorin má dar vždy vyhrát v jakékoliv hazardní hře). Do války proti Turecku se zapojilo Rusko. Ruský štáb měl ve svém týlu tureckého špiona, zvaného Anvar. Toho Fandorin odhalil.
Fandorin opustil policejní službu a vydal se na dráhu diplomata. Během cesty lodí do Indie odhalil osobu odpovědnou za vraždu početné rodiny v daleké Francii. Po příjezdu do Tokia se ujal roku 1878, brzy se však ocitl ve středu japonských klanových intrik, které ohrožovaly dokonce představitele státu. Fandorin se zamiloval do Japonky, díky které se naučil starému japonskému bojovému umění. Se svoji japonskou láskou měl dokonce syna, o kterém se však nikdy nedozvěděl. Japonka na nátlak otce fingovala svoji smrt, Fandorin přišel podruhé o milovanou osobu.
Fandorin se roku 1882 vrátil do Moskvy. Pracoval přímo u generálního gubernátora Moskvy knížete Dolgorukého a řešil závažné případy. Prvním byl případ vraždy mladého a úspěšného generála Soboleva, kterého Fandorin znal už z války s Tureckem. Roku 1886 vyřešil Fandorin případ geniálního padělatele a roku 1889 našel bestiálního vraha, který v Moskvě zabíjel ženy a rozřezával jejich těla. Jak se ukázalo, vrahem nebyl nikdo jiný než Jack Rozparovač. Fandorin postupoval v hierarchii státní služby, roku 1891 již byl státním radou. Pátral po skupině, zodpovědné za atentáty na významné politiky. Během vyšetřování byl od moci odstaven starý gubernátor Dolgorukoj, s novým si však Fandorin nepadl do oka, opustil Rusko a několik let putoval po světě. Dostal se do Francie, Británie nebo USA. Studoval techniku v Bostonu, živil se jako soukromý detektiv.
Roku 1896 se vrátil na krátko do Moskvy, ve které probíhaly přípravy na korunovaci cara Mikuláše II. Během korunovace však byl unesen malý bratranec budoucího cara. Fandorin únos vyšetřoval, dostal se až k únosci, ale malý princ byl již dávno mrtev.
Roku 1900 se Fandorin ocitl uprostřed spolku sebevrahů a pomáhal mladému zlodějíčkovi začít lepší život. O pět let později se jako specialista podílel na ochraně ruských železnic během rusko-japonské války. Stavěl se do cesty japonskému špionovi, který plánoval atentáty na významných železničních tazích v Rusku. Špionem nebyl nikdo jiný, než Fandorinův syn, kterého zplodil během své japonské avantury.
Od své služby v Japonsku byl Fandorin vždy doprovázen věrným japonským sluhou Masou, kterému zachránil život. V roce 1911 se seznámil se slavnou herečkou Elizavetou Altajrskou-Luanten, kterou si vzal. Jeho těhotná žena utekla před revolucí do Anglie, kde v roce 1920 porodila Fandorinova syna Alexandra.
Zmínky o Fandorinovi se ztrácejí někdy v roce 1919 nebo 1920 na Krymu.

## Knihy
| Český název          | Ruský název                         | Poprvé vydáno v Rusku | Poprvé vydáno v ČR | Žánr                                         |
| -------------------- | ----------------------------------- | --------------------- | ------------------ | -------------------------------------------- |
| Případ Azazel        | Азазель                             | 1998                  | 2004               | Spiklenecký detektivní román                 |
| Turecký gambit       | Турецкий гамбит                     | 1998                  | 2005               | Špionský detektivní román                    |
| Leviatan             | Левиафан                            | 1998                  | 2005               | Hermetický detektivní román                  |
| Achillova smrt       | Смерть Ахиллеса                     | 1998                  | 2006               | Detektivní román o vrahovi z Kavkazu         |
| Zvláštní úkoly       | Особые поручения                    | 1999                  | 2006               | Detektivní příběh o podvodnících a maniakovi |
| Státní rada          | Статский советник                   | 2000                  | nevyšlo            | Politický detektivní román                   |
| Korunovace           | Коронация, или Последний из романов | 2000                  | nevyšlo            | Detektivní příběh z vysoké společnosti       |
| Milenka smrti        | Любовница смерти                    | 2001                  | nevyšlo            | Dekadentní detektivní příběh                 |
| Milenec smrti        | Любовник смерти                     | 2001                  | nevyšlo            | Dickensiánský detektivní příběh              |
| Diamantový kočár     | Алмазная колесница                  | 2003                  | nevyšlo            | Etnografický detektivní příběh               |
| Nefritový růženec    | Нефритовые Четки                    | 2006                  | nevyšlo            | Sbírka různých detektivních příběhů          |
| Celý svět je divadlo | Весь Мир Театр                      | 2009                  | nevyšlo            | Milostný příběh/thriller                     |
| Jin a Jang           | Инь и Ян                            | 2006                  | nevyšlo            | Divadelní hra s dvěma různými konci          |